# Ignacio Vázquez (futbolista argentino)
Ignacio Vázquez (Hurlingham, 15 de mayo de 1997) es un futbolista argentino. Juega como defensor central y su equipo actual es Platense de la Primera División de Argentina.

## Trayectoria

### All Boys
Debutó el 27 de mayo por la fecha 35 del Campeonato de Primera B Nacional 2016-17, frente a San Martín de Tucumán, con José Santos Romero como entrenador. Su debut se produjo tras la lesión de Sebastián Ibars, que le dejó su lugar en el equipo. A lo largo de aquel torneo fue al banco de suplentes en nueve ocasiones. Además, fue titular y jugó todo el encuentro en el empate 1 a 1 por Copa Argentina ante Atlético Tucumán.
Durante la temporada 2017-18 de la Primera B Nacional disputó solamente cinco encuentros. Jugó por primera vez como titular por la fecha 21 contra Sarmiento de Junín el 1 de abril de 2018.
Luego del descenso, convirtió su primer gol el 18 de marzo de 2019 en la temporada 2018-19 de la Primera B Metropolitana por la fecha 29 en un empate 1 a 1 con Tristán Suárez. Por las buenas actuaciones en el equipo de Floresta despertó el interés de Racing Club de Avellaneda.

### Belgrano de Córdoba
El 8 de agosto del mismo año fue cedido a préstamo a Belgrano de Córdoba por un año.

### San Luis de Quillota
Al año siguiente extendió su vínculo con la institución de Floresta hasta el 31 de diciembre de 2022 y fue cedido nuevamente a préstamo a San Luis de Quillota para disputar lo que resta de la temporada 2020 del torneo de Primera B de Chile.

### Platense
A principios del año 2023 se confirmó el préstamo desde All Boys a Platense para disputar Liga Profesional 2023. Firmó su contrato hasta diciembre de 2023 con una opción de compra del 50% del pase.
El 14 de septiembre de 2023, por la cuarta fecha de la Copa de la Liga frente a Lanús, anotó su primer gol con el club, abriendo el marcador en lo que sería victoria 2-1 para el calamar.
Durante la Copa de la Liga Profesional 2023, Platense, bajo la dirección técnica de Martín Palermo, alcanzó la final del torneo. Vázquez fue titular en los tres partidos de la fase eliminatoria, incluyendo la final disputada el 17 de diciembre de 2023 en Santiago del Estero, donde el equipo cayó 1-0 ante Rosario Central, consagrándose subcampeón.
En 2025, ya con contrato vigente hasta diciembre de 2026, Vázquez se consolidó como capitán y referente defensivo del equipo dirigido por la dupla técnica Favio Orsi y Sergio Gómez. Platense protagonizó una campaña histórica en el Torneo Apertura 2025, eliminando sucesivamente a Racing Club, River Plate y San Lorenzo en condición de visitante, lo que le valió el apodo de "mata gigantes" .
La final se disputó el 1 de junio de 2025 en el Estadio Único Madre de Ciudades de Santiago del Estero, donde Platense venció 1-0 a Huracán con un gol de volea de Guido Mainero al minuto 63, obteniendo así el primer título de liga en sus 120 años de historia. 
Vázquez, como capitán, levantó el trofeo y fue reconocido por su liderazgo y solidez defensiva, convirtiéndose en uno de los máximos ídolos de la institución.
Este campeonato también significó la clasificación de Platense a la Copa Libertadores 2026, marcando su debut en el torneo continental.

## Clubes
Actualizado al 9 de diciembre de 2023
| Equipo                                  | Div.                | Temporada           | Liga     | Liga  | Copa Nacional(1) | Copa Nacional(1) | Copa Internacional | Copa Internacional | Total    | Total |
| Equipo                                  | Div.                | Temporada           | Partidos | Goles | Partidos         | Goles            | Partidos           | Goles              | Partidos | Goles |
| All Boys Argentina                      | 2.ª                 |                     |          |       |                  |                  |                    |                    |          |       |
| All Boys Argentina                      | 2.ª                 | 2016-17             | 1        | 0     | 1                | 0                | -                  | -                  | 2        | 0     |
| All Boys Argentina                      | 2.ª                 | 2017-18             | 5        | 0     | -                | -                | -                  | -                  | 5        | 0     |
| All Boys Argentina                      | 3.ª                 | 2018-19             | 38       | 4     | 1                | 0                | -                  | -                  | 39       | 4     |
| All Boys Argentina                      | 2.ª                 | 2022                | 35       | 4     | -                | -                | -                  | -                  | 35       | 4     |
| All Boys Argentina                      | Total               | Total               | 79       | 8     | 2                | 0                | -                  | -                  | 81       | 8     |
| Belgrano (Córdoba) Argentina            | 2.ª                 | 2019-20             | 14       | 0     | -                | -                | -                  | -                  | 14       | 0     |
| Belgrano (Córdoba) Argentina            | Total               | Total               | 14       | 0     | -                | -                | -                  | -                  | 14       | 0     |
| San Luis de Quillota · Chile            | 2.ª                 | 2020                | 13       | 1     | -                | -                | -                  | -                  | 13       | 1     |
| San Luis de Quillota · Chile            | Total               | Total               | 13       | 1     | -                | -                | -                  | -                  | 13       | 1     |
| Cerro Largo · Uruguay                   | 1.ª                 | 2021                | 13       | 1     | -                | -                | -                  | -                  | 13       | 1     |
| Cerro Largo · Uruguay                   | Total               | Total               | 13       | 1     | -                | -                | -                  | -                  | 13       | 1     |
| Platense Argentina                      | 1.ª                 | 2023                | 22       | 0     | 18               | 1                | -                  | -                  | 40       | 1     |
| Platense Argentina                      | 1.ª                 | 2024                | 24       | 0     | 15               | 0                | -                  | -                  | 39       | 0     |
| Platense Argentina                      | 1.ª                 | 2025                | 20       | 1     | -                | -                | -                  | -                  | 20       | 1     |
| Platense Argentina                      | Total               | Total               | 66       | 1     | 33               | 1                | -                  | -                  | 99       | 2     |
| Total en su carrera                     | Total en su carrera | Total en su carrera | 185      | 11    | 35               | 1                | -                  | -                  | 220      | 12    |
| (1) Incluye datos de la Copa Argentina. |                     |                     |          |       |                  |                  |                    |                    |          |       |

## Palmarés

### Campeonatos nacionales
| Título           | Club     | País      | Año    |
| ---------------- | -------- | --------- | ------ |
| Primera División | Platense | Argentina | A-2025 |

## Vida privada

### Accidente automovilístico
El 7 de marzo de 2019, Vázquez estuvo involucrado en un accidente de tráfico mientras viajaba por la Ruta Nacional A002 con sus compañeros de equipo Matías Bracamonte y Rodrigo Díaz. Los tres futbolistas no tuvieron lesiones de gravedad, aunque Vázquez sufrió un traumatismo en la cabeza sin pérdida de conocimiento y una herida en la frente.